# 里士满市旗
弗吉尼亚州里士满旗于1993年被采用。旗帜上三分之二象限为深蓝色，旗帜下三分之一处有两条红色和两条白色条纹。它的特点是一个船夫在詹姆斯河上的詹姆斯河平底船上划船的剪影。图中船夫形象描绘的是一个14英尺高的铜像"Headman"，这个铜像矗立在里士满的布朗岛上，以纪念非裔美国人对里士满水道的贡献。旗帜上的九颗星代表曾经属于弗吉尼亚州的九个州：弗吉尼亚州，西弗吉尼亚州，俄亥俄州，肯塔基州，明尼苏达州，伊利诺伊州，威斯康星州，密歇根州和印第安纳州。 

## 反应
在2004年北美旗帜学协会（North American Vexillological Association）调查中，里士满市旗被评为美国第15最佳城市旗帜。 